# Formodexia volucelloides
Formodexia volucelloides là một loài ruồi trong họ Tachinidae.